# Ервідел
Ервідел (порт. Ervidel; МФА: [iɾ.vɨ.ˈdɛɫ]) — парафія в Португалії, у муніципалітеті Алжуштрел. Розташована в південній частині країни, на теренах історичної португальської провінції Алентежу. Входить до складу округу Бежа. За адміністративним поділом, чинним до 1976 року, терени парафії були складовою провінції Нижнє Алентежу. Належить до Безької діоцезії Католицької церкви. Патрон — святий Юліан. Площа — 38,8508 км². Населення — 1005 ос. (2011). Слабо урбанізований регіон. Густота населення — 25,87 осіб/км²
. Код — 020102.

## Населення
| Кількість мешканців | Кількість мешканців | Кількість мешканців | Кількість мешканців | Кількість мешканців | Кількість мешканців | Кількість мешканців | Кількість мешканців | Кількість мешканців | Кількість мешканців | Кількість мешканців | Кількість мешканців | Кількість мешканців | Кількість мешканців | Кількість мешканців |
| ------------------- | ------------------- | ------------------- | ------------------- | ------------------- | ------------------- | ------------------- | ------------------- | ------------------- | ------------------- | ------------------- | ------------------- | ------------------- | ------------------- | ------------------- |
| 1864                | 1878                | 1890                | 1900                | 1911                | 1920                | 1930                | 1940                | 1950                | 1960                | 1970                | 1981                | 1991                | 2001                | 2011                |
| 1.800               | 1.987               | 2.084               | 2.027               | 2.408               | 2.586               | 2.904               | 3.192               | 3.147               | 2.863               | 1.994               | 1.685               | 1.599               | 1.309               | 1.005               |